# Jakubów (gmina)
Jakubów – gmina wiejska w województwie mazowieckim, w powiecie mińskim. W latach 1975–1998 gmina położona była w województwie siedleckim.
Siedziba gminy to Jakubów.
Według danych z 30 czerwca 2004 gminę zamieszkiwało 4941 osób.

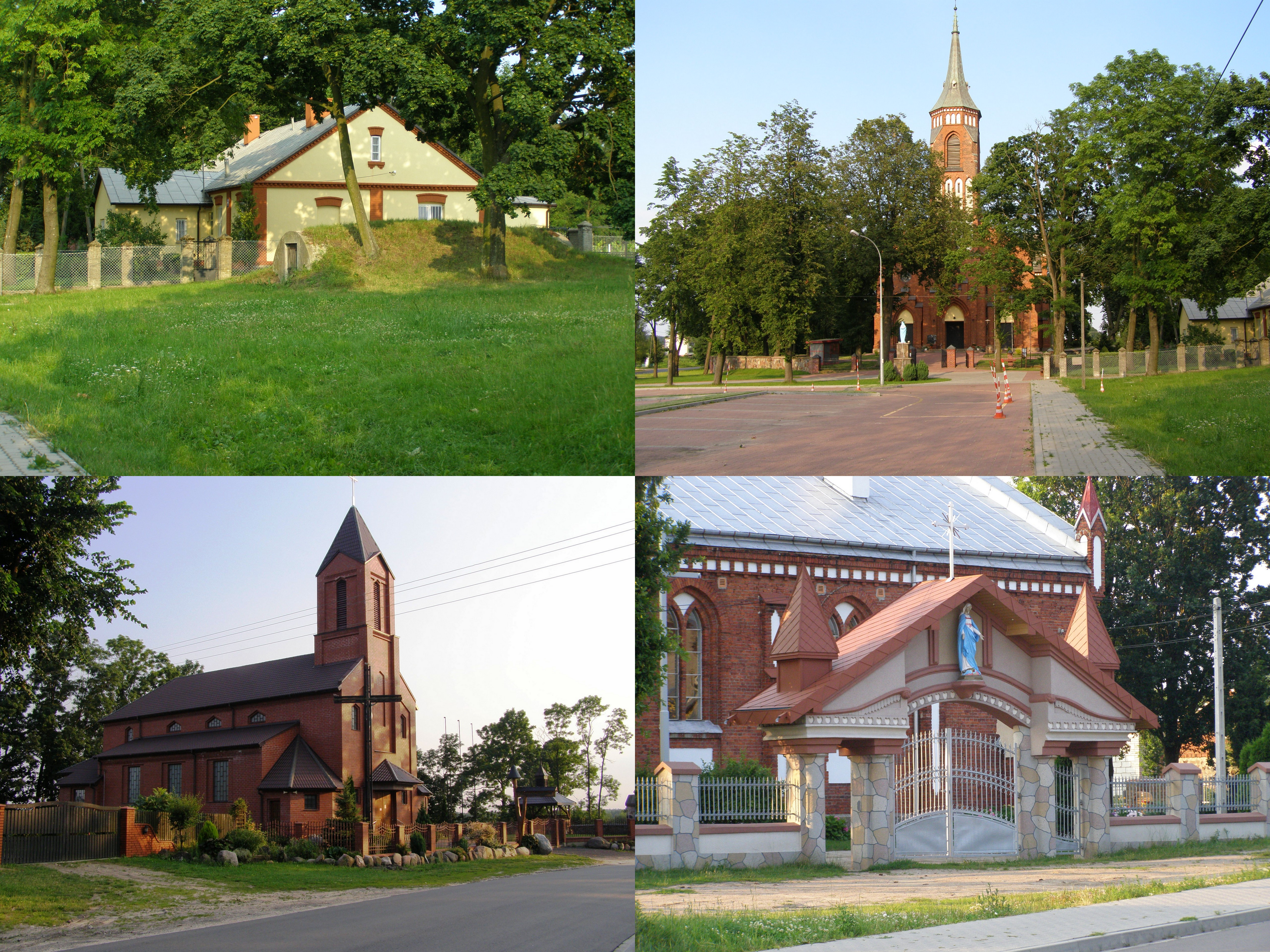
Plebania w Jakubowie, kościół w Jakubowie; kościół rzymskokatolicki w Wiśniewie, kościół starokatolicki w Wiśniewie.

## Struktura powierzchni
Według danych z roku 2002 gmina Jakubów ma obszar 87,23 km², w tym:
- użytki rolne: 81%
- użytki leśne: 13%

Gmina stanowi 7,49% powierzchni powiatu.

## Demografia

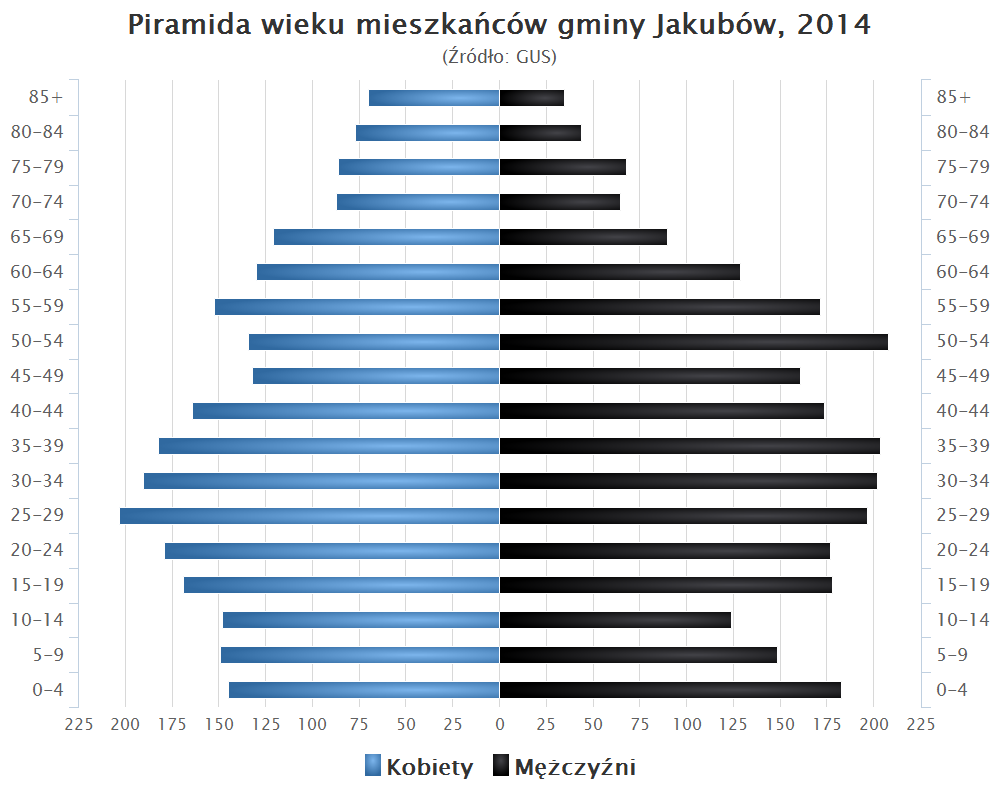
Piramida wieku mieszkańców gminy Jakubów w 2014 roku

Dane z 30 czerwca 2004:
| Opis                              | Ogółem | Ogółem | Kobiety | Kobiety | Mężczyźni | Mężczyźni |
| --------------------------------- | ------ | ------ | ------- | ------- | --------- | --------- |
| jednostka                         | osób   | %      | osób    | %       | osób      | %         |
| populacja                         | 4941   | 100    | 2444    | 49,5    | 2497      | 50,5      |
| gęstość zaludnienia (mieszk./km²) | 56,6   | 56,6   | 28      | 28      | 28,6      | 28,6      |

## Sołectwa
Aleksandrów, Anielinek, Antonin, Brzozówka, Budy Kumińskie, Góry, Izabelin, Jakubów, Jędrzejów Nowy, Jędrzejów Stary, Józefin, Kamionka, Leontyna, Ludwinów, Łaziska, Mistów, Moczydła, Nart, Przedewsie, Rządza, Strzebula, Szczytnik, Turek, Tymoteuszew, Wiśniew, Wola Polska

## Sąsiednie gminy
Cegłów, Dobre, Kałuszyn, Mińsk Mazowiecki, Stanisławów